# بچه کاراته‌کار (فیلم ۲۰۱۰)
بچه کاراته‌کار (به انگلیسی: The Karate Kid) یک فیلم درام در سبک هنرهای رزمی محصول سال ۲۰۱۰ به کارگردانی هارالد زوارت با بازی جیدن اسمیت و جکی چان در نقش‌های اصلی. این فیلم در دنیای داستانی مشابه چهار فیلم قبلی بچه کاراته‌کار اتفاق نمی‌افتد، بلکه در عوض بازسازی فیلم اصلی بچه کاراته‌کار (۱۹۸۴) است که مکان آن به چین منتقل شد و هنر رزمی (با وجود عنوان فیلم) از کاراته به کونگ‌فو تغییر کرد.
داستان مربوط به دره پارکر ۱۲ ساله (جیدن اسمیت)، اهل دیترویت، میشیگان است که به همراه مادرش (تاراجی پی. هنسون) به پکن، چین نقل مکان می‌کند و با قلدر محله چنگ (ژنوی وانگ) برخورد می‌کند. او یک متحد بعید در قالب یک مرد تعمیرکار مسن پیدا می‌کند، آقای هان (جکی چان)، استاد کونگ فو که اسرار دفاع شخصی را به او می‌آموزد. فیلمنامه توسط کریستوفر مورفی نوشته شده‌است. موسیقی این فیلم توسط جیمز هورنر ساخته شده‌است. این یک محصول مشترک بین‌المللی بین چین، هنگ کنگ و ایالات متحده است.
فیلمبرداری اصلی در پکن، چین انجام شد و فیلمبرداری در ژوئیه ۲۰۰۹ آغاز شد و در ۱۶ اکتبر به پایان رسید. این فیلم در ۱۱ ژوئن ۲۰۱۰ توسط سونی پیکچرز در سراسر جهان به نمایش درآمد. این فیلم با بودجه ۴۰ میلیون دلاری ۳۵۹ میلیون دلار به دست آورد. دنباله‌ای در دست ساخت است و برای اکران در ۱۳ دسامبر ۲۰۲۴ برنامه‌ریزی شده‌است.

## موسیقی
موسیقی اصلی این فیلم، توسط جاستین بیبر و جیدن اسمیت و با نام «هرگز نگو هرگز» اجرا شده‌است.

## بازخوردها
- در وب سایت جمع‌آوری نقد و بررسی راتن تومیتوز بر اساس ۲۱۱ نقد، امتیاز تأیید ۶۶٪ و میانگین امتیاز ۶٫۱ از ۱۰ را به فیلم می‌دهد.[۴] اجماع منتقدان این سایت می‌گوید: «ممکن است به اندازه نسخه ۱۹۸۴ قدرتمند نباشد، اما کاراته‌کید ۲۰۱۰ به‌روزرسانی شگفت‌انگیز رضایت‌بخشی را در نسخه اصلی ارائه می‌کند».
- در متاکریتیک، یکی دیگر از مجریان نقد، بر اساس ۳۷ منتقد، میانگین وزنی امتیاز ۶۱ از ۱۰۰ را به فیلم اختصاص داد که نشان‌دهنده «بررسی‌های عموماً مطلوب» است.[۵]
- تماشاگران در نظرسنجی سینماسکور به فیلم نمره متوسط "A" را در مقیاس A + تا F دادند که بالاترین امتیاز را در میان فرانچایز دارد.[۶]